# 柴葛解肌湯
柴葛解肌湯為中藥方劑名，常用於治療感冒中帶有畏寒之外，還伴隨有眼晴疼痛，或口鼻乾燥或失眠等等帶有微微發熱的情況。

## 出處
本方出自明代陶華所著之《傷寒六書》但亦有其他出處如下：
- 《萬氏秘傳片玉心書》卷五[4]
- 《醫林繩墨大全》卷一
- 《醫學傳燈》卷下
- 《醫學心悟》卷二

## 功用
主治外感風寒未解而帶有熱症；即見惡寒並見頭痛、無汗等太陽經病症，此外尚伴隨目疼鼻乾、眼眶痛、咽乾耳聾。熱擾心神而失眠之熱症。

## 辨症要點
本方證乃太陽風寒未解，而又化熱入裡；此時惡寒減輕，但由於體內之熱邪初初轉入陽明胃經，故會伴隨有眼眶、鼻、咽、耳等陽明胃經巡行部位之疼痛、乾燥等症狀。但發熱之情形，不若白虎湯症般之強烈。

## 方劑組成
- 《傷寒六書》裏之藥方組成：柴胡、葛根、甘草、黃芩、芍藥、羌活、白芷、桔梗。水二盅，加生薑三片，大棗二枚，槌法加石膏末一錢（3克），煎之熱服（現代用法：加生薑3片，大棗2枚，石膏12克，水煎溫服）。
- 《萬氏秘傳片玉心書》裏之藥方組成：柴胡　乾葛　黃芩　桂枝　赤芍　人參　甘草　竹葉（七皮）
- 《醫林繩墨大全》裏之藥方組成：柴胡、黃芩、半夏、葛根、白芍。
- 《醫學傳燈》裏之藥方組成：羌活、乾葛、柴胡、川芎、半夏、枳殼、桔梗、厚朴、山楂、黃芩、山梔、甘草。
- 《醫學心悟》裏之藥方組成：柴胡、葛根、赤芍、甘草、黃芩、知母、貝母、生地、丹皮。

## 方義
- 柴胡、葛根、羌活，用於發汗解熱透疹。
- 石膏、黃芩，用於消炎解熱抗菌。
- 白芷、羌活、白/赤芍，有解痙止痛之功用。
- 桔梗、甘草二味藥，能消炎袪痰。
- 薑、棗二味，能健胃滋養。[6]

## 外部連結
- 柴葛解肌湯 中藥方劑圖像數據庫 (香港浸會大學中醫藥學院) （中文）（英文）